# 28 dies
28 dies (títol original: 28 Days) és una pel·lícula estatunidenca dirigida per Betty Thomas, estrenada el 2000. Conta la vida d'excessos que porta Gwen Cummings abans de ser agafat per la justícia.

## Argument
Després d'un accident de cotxe per anar borratxa, el dia del matrimoni de la seva germana, Gwen Cummings es veu obligada a escollir entre la presó i la cura de desintoxicació. 28 dies per obligar-se a admetre que és dependent. De cara als altres pacients en qui ella no es reconeix, i de cara a Cornell Shaw, se deixarà anar i mirarà en el fons d'ella mateixa buscant verdaders valors.

## Repartiment
- Sandra Bullock: Gwen Cummings
- Azura Skye: Andrea Delaney
- Dominic West: Jasper
- Viggo Mortensen: Eddie Boone
- Elizabeth Perkins: Lily Cummings
- Alan Tudyk: Gerhardt
- Reni Santoni: Daniel
- Marianne Jean-Baptiste: Roshanda
- Diane Ladd: Bobbie Jean
- Mike O'Malley: Oliver
- Steve Buscemi: Cornell Shaw
- Margo Martindale: Betty
- Susan Krebs: Evelyn
- Elijah Kelley: Darnell